# Râul Caraba
Râul Caraba este un curs de apă, afluent al Văii Plopilor. 